# Ceiba aesculifolia
Ceiba aesculifolia là một loài thực vật có hoa trong họ Cẩm quỳ. Loài này được (Kunth) Britten & Baker f. mô tả khoa học đầu tiên năm 1896.